# 에이단 굴드
에이단 굴드(Aidan Gould, 1997년 2월 27일 ~ )는 미국의 배우, 텔레비전 배우이다.
콜럼버스에서 태어났다.

## 영화
- 더 레인보우 트라이브 (2008년) - 조쉬 역
- 줄리아 (2008년)